# Acord de Brioni
L'Acord de Brioni és un document signat a les illes Brioni (Brijuni), (prop de Pula, Croàcia) el 7 de juliol de 1991 pels representants de la República d'Eslovènia, República de Croàcia i de la República Federal Socialista de Iugoslàvia (SFRY) sota el patrocini polític de la Comunitat Europea. Amb aquest document, el SFRY aturava totes les hostilitats en territori eslovè, acabant així la Guerra d'Eslovènia mentre Eslovènia i Croàcia congelaven les activitats d'independència per un període de tres mesos.

## Participants en les negociacions
La delegació de la UE estava formada per ministres d'assumptes exteriors de tres països: Hans van den Broek (Països Baixos), Jacques Poos (Luxemburg) i João de Deus Pinheiro (Portugal).
La delegació iugoslava consistia en Ante Marković, president del govern federal; Petar Graanin, ministre de l'interior; Budimir Lonar, ministre d'afers exteriors; vicealmirall Stane Brovet, ajudant del ministre de defensa, i membres de la presidència col·lectiva del SFRY, sense els dos membres dels districtes autònoms de Sèrbia, però incloent-hi al Borislav Jović, llavors president del SFRY.
Eslovènia estava representada per Milan Kučan, president de la república; Lojze Peterle primer ministre; Dimitrij Rupel, ministre d'afers exteriors; Janez Drnovšek, llavors representant eslovè a la presidència iugoslava, i França Bučar, president del parlament eslovè.
Croàcia estava representat per Franjo Tuđman, president de la república.